# Chutnamit
Chutinamit, literalmente "sobre el pueblo", cuyo nombre original en tzutujil es Chiya', que significa "en el lago"  es un cerro y sitio arqueológico ubicado en la ribera sur del lago de Atitlán en el altiplano de Guatemala, en el departamento de Sololá. A los pies del volcán de San Pedro, en este cerro se encuentran las ruinas arqueológicas y los centros ceremoniales de los mayas-tz'utujil, en virtud de que en la cima de dicho cerro se localizaba "La Casa del Pájaro", la casa del "AjTziquinahay", el "Ahau" (Señor) "Principal" de los tz'utujiles prehispánicos.
Se sabe que esta antigua ciudad era una magnífica fortaleza, que facilitaba su defensa militar en los continuos intentos de conquista que realizaban sus vecinos kaqchikel desde Iximché y k'iche' desde k'umarkaj, dada su ubicación estratégicamente privilegiada con su impresionante vista sobre el lago de Atitlán. Unida por espectaculares puentes colgantes que la conectaban con la otra orilla de la bahía de Atitlán, esta ciudad fue conquistada en 1524 por una incursión encabezada por Pedro de Alvarado y sus soldados españoles, aliados con mercenarios tlaxcaltecas y guías kaqchikeles.